# Polskie Radio
Polskie Radio Spółka Akcyjna (PR S.A., « radiodiffusion polonaise ») est le réseau radiophonique public polonais. 

## Histoire
La radio polonaise commence ses émissions le 18 août 1925, régulièrement dès le 18 avril 1926.  
À compter de 1931, elle diffuse depuis l'un des émetteurs les plus puissants d'Europe, à Raszyn, détruit en 1939 par l'armée allemande.  
Après la Seconde Guerre mondiale, Polskie Radio devient une partie de l'organisme d'État de diffusion Polskie Radio i Telewizja (PRT - Radio et Télévision polonaise). Devenue indépendante en 1992, elle a adhéré comme membre actif à l'Union européenne de radio-télévision (UER). 
Avant la Seconde Guerre mondiale, cet organisme dispose d'une station nationale (Warszawa I) et de neuf stations régionales : 
- Cracovie (à partir du 15/2/1927) ;
- Poznań (à partir du 24/4/1927) ;
- Katowice (à partir du 4/12/1927) ;
- Wilno (à partir du 15/1/1928) ;
- Lwów (à partir du 15/1/1930)
- Łódź (à partir du 2/2/1930) ;
- Toruń (à partir du 15/1/1935) ;
- Warszawa II (Varsovie II) (à partir du 1/3/1937) ;
- Baranowicze (à partir du  1/7/1938).

## Stations nationales
Actuellement, Polskie Radio possède huit stations nationales :
- Programme 1 (Jedynka - Premier programme) - (généraliste : information et musique légère) - ondes longues (225 kHz), FM, DAB et internet.
- Programme 2 (Dwójka - Deuxième programme) - (culturelle) - FM, DAB et internet.
- Programme 3 (Trójka - Troisième programme) - (musique et magazines) - FM, DAB et internet.
- Programme 4 (Czwórka - Quatrième programme) - (destinée aux jeunes, éducative) - DAB et internet Ce programme s'est appelé de 1994 à 2008 Polskie Radio Bis.
- Polskie Radio 24 - (information) - FM, DAB et internet.
- Polskie Radio Rytm - (musique non-stop) - seulement internet.
- Polskie Radio Dzieciom - (pour les enfants) - DAB et internet.
- Polskie Radio Chopin - (musique classique polonaise) - DAB et internet.
- Polskie Radio dla Zagranicy - (service international de la radio polonaise) - ondes courtes, ondes moyennes, DAB, satellite et  internet,

ainsi que 17 stations régionales à Białystok, Bydgoszcz, Cracovie, Gdańsk, Katowice, Kielce, Koszalin, Lublin, Łódź, Olsztyn, Poznań, Rzeszów, Szczecin, Varsovie, Wrocław et Zielona Góra.

## Formations musicales
L’Orchestre de chambre « Amadeus » de la radio polonaise (Orkiestra Kameralna Polskiego Radia Amadeus) de Varsovie est rattaché à la société.
Le Chœur de la radio polonaise de Cracovie (Chór Polskiego Radia) est depuis le 1er janvier 2013 indépendant de Polskie Radio SA et a été repris par la fondation Fundacją Rozwoju Sztuki Sonoris

## Stations régionales
| Station                       | Ville        | Région                                                                               | Lien |
| Polskie Radio Białystok       | Białystok    | Voïvodie de Podlachie                                                                |      |
| Polskie Radio Gdańsk          | Gdańsk       | Voïvodie de Poméranie, et Voïvodie de Varmie-Mazurie                                 |      |
| Polskie Radio Katowice        | Katowice     | Voïvodie de Silésie                                                                  |      |
| Polskie Radio Kielce          | Kielce       | Voïvodie de Sainte-Croix                                                             |      |
| Polskie Radio Koszalin        | Koszalin     | Voïvodie de Poméranie-Occidentale, Voïvodie de Poméranie, Voïvodie de Grande-Pologne |      |
| Polskie Radio Kraków          | Cracovie     | Voïvodie de Petite-Pologne                                                           |      |
| Polskie Radio Lublin          | Lublin       | Voïvodie de Lublin                                                                   |      |
| Polskie Radio Łódź            | Łódź         | Voïvodie de Łódź                                                                     |      |
| Polskie Radio Olsztyn         | Olsztyn      | Voïvodie de Varmie-Mazurie                                                           |      |
| Polskie Radio Opole           | Opole        | Voïvodie d'Opole                                                                     |      |
| Polskie Radio Pomorza i Kujaw | Bydgoszcz    | Voïvodie de Cujavie-Poméranie                                                        |      |
| Polskie Radio Rzeszów         | Rzeszów      | Voïvodie des Basses-Carpates                                                         |      |
| Polskie Radio Szczecin        | Szczecin     | Voïvodie de Poméranie-Occidentale                                                    |      |
| Polskie Radio Wrocław         | Wrocław      | Voïvodie de Basse-Silésie                                                            |      |
| Radio Dla Ciebie              | Varsovie     | Voïvodie de Mazovie                                                                  |      |
| Polskie Radio Poznań          | Poznań       | Voïvodie de Grande-Pologne                                                           |      |
| Radio Zachód                  | Zielona Góra | Voïvodie de Lubusz                                                                   |      |